# Campeonato Asiático de Hóquei em Patins de 2018
O Campeonato Asiático de Hóquei em Patins é uma competição de Hóquei em Patins em que participam as seleções dos continentes da Ásia e Oceânia e que acontece de dois em dois anos. Esta competição é organizada pela World Skate Asia – Rink Hockey e World Skate Oceania – Rink Hockey. Este torneio qualifica para os Jogos Mundiais de Patinagem. O Campeão da Ásia-Oceânia ocupa uma vaga na agora Intercontinental Championship e cinco vagas na Challenger's Championship.

## Países Participantes
| Macau | Índia | Taiwan    | Coreia do Sul |
| Japão | China | Austrália | Nova Zelândia |
| ----- | ----- | --------- | ------------- |

## Fase Final
O Campeonato disputa-se a uma só volta todos contra todos.
| Time          | J | V | E | D | GP | GC | SG  | Pts |
| ------------- | - | - | - | - | -- | -- | --- | --- |
| Austrália     | 6 | 5 | 1 | 0 | 40 | 10 | +30 | 16  |
| Macau         | 6 | 4 | 2 | 0 | 68 | 20 | +48 | 14  |
| Japão         | 6 | 4 | 1 | 1 | 38 | 20 | +18 | 13  |
| Índia         | 6 | 3 | 0 | 3 | 42 | 22 | +20 | 9   |
| Taiwan        | 6 | 2 | 0 | 4 | 39 | 40 | −1  | 6   |
| Nova Zelândia | 6 | 1 | 0 | 5 | 22 | 53 | −31 | 3   |
| China         | 6 | 0 | 0 | 6 | 10 | 94 | −84 | 0   |

|               | AUS | MAC | JPN | IND | TWN  | NZL  | CHN  |
| ------------- | --- | --- | --- | --- | ---- | ---- | ---- |
| Austrália     | –   | 3–3 | 4–1 | 5–1 | 7–4  | 5–1  | 16–0 |
| Macau         |     | –   | 6–6 | 8–4 | 13–2 | 12–3 | 25–2 |
| Japão         |     |     | –   | 2–1 | 5–3  | 8–1  | 16–4 |
| Índia         |     |     |     | –   | 8–4  | 14–1 | 14–2 |
| Taiwan        |     |     |     |     | –    | 13–6 | 13–1 |
| Nova Zelândia |     |     |     |     |      | –    | 10–1 |
| China         |     |     |     |     |      |      | –    |

## Classificação Final
| Rank | Pais          | Qualificação          |
| ---- | ------------- | --------------------- |
|      | Austrália     | Taça Intercontinental |
|      | Macau         | Taça Challenger       |
|      | Japão         | Taça Challenger       |
| 4º   | Índia         | Taça Challenger       |
| 5º   | Taiwan        | Taça Challenger       |
| 6º   | Nova Zelândia | Taça Challenger       |
| 7º   | China         |                       |

Resultados - 